# Тель-Монд
Тель-Монд (ивр. תֵּל מוֹנְד‎) — местный совет в Израиле. Находится в долине Шарон восточнее Нетании и севернее Кфар-Савы.

## История
Тель-Монд был основан в 1929 году сэром Альфредом Морицем Мондом (барон Мелчетт; 1868, Фарнуорт, Ланкашир, — 1930, Лондон), который был британским министром и промышленником Компания Монда приобрела земли в Эрец-Исраэль, на которых были посажены цитрусовые плантации, с целью обеспечения работой еврейских поселенцев. Статус местного совета был получен в 1954 году.

## Население
По данным Центрального статистического бюро Израиля, население на начало 2020 года составляло 13 144 человека.

## Главы местного совета
- 1954—1970 Нафтали Даян
- 1970—1972 Дов Аблас
- 1972—1974 Йоэль Нахум
- 1974—1989 Моше Нахум
- 1989—2013 Шломо Рацаби
- 2013—2016 Рони Голан
- 2016—2017 Амнон Бен-Ами
- 2017—2021 Шмуэль Сисо[3]
- 2021 — н.в. Линн Каплан

## Спорт
В городе базируется хоккейная команда Уайт Беэрз.

## Города-побратимы Тель-Монда
- Сарасота, Флорида, США[4]